# Трабуль

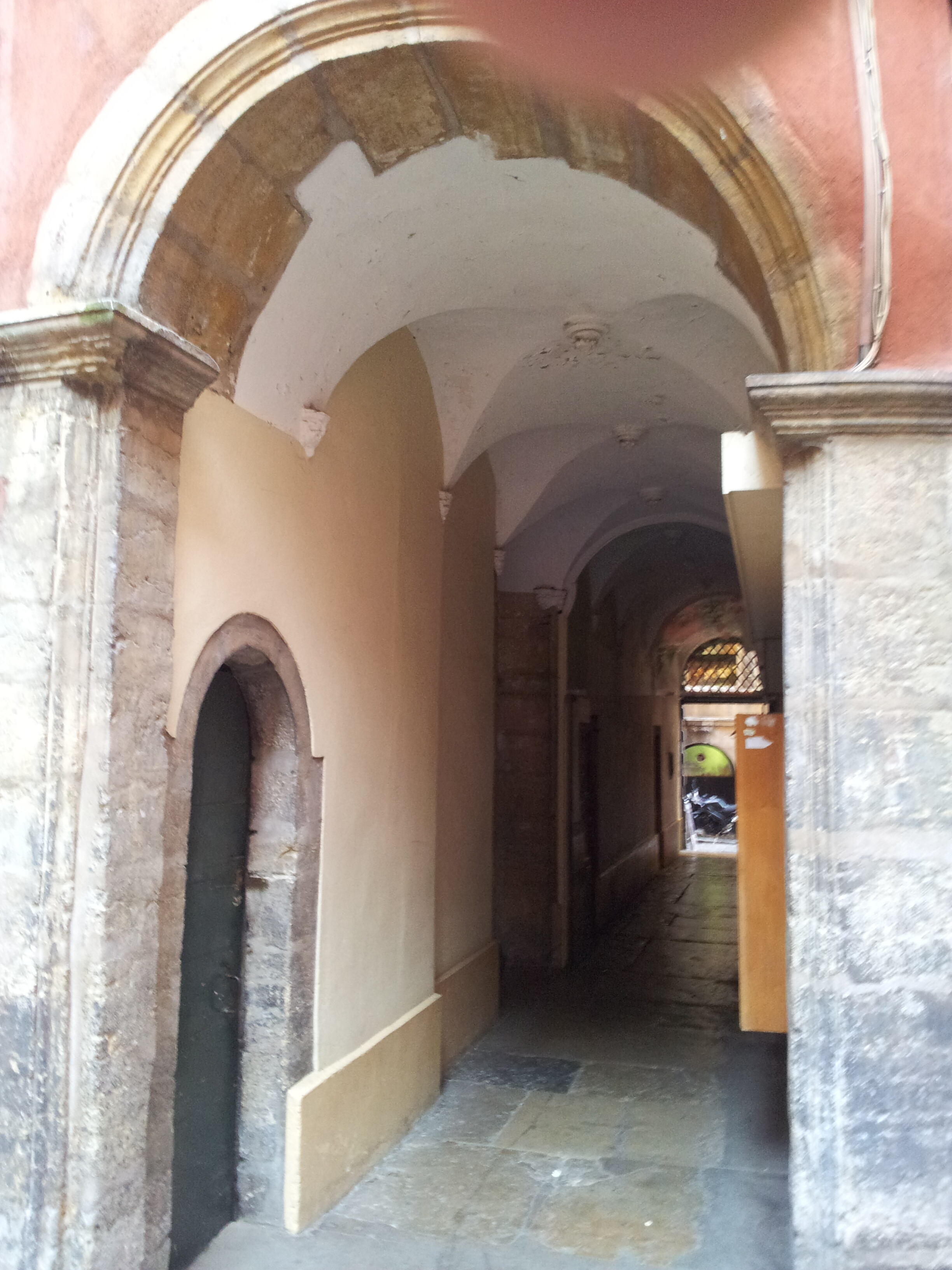
Одна з ліонських трабулей

Трабу́ль (фр. traboule) — в деяких містах  Франції, насамперед — в Ліоні, пішохідний прохід крізь квартал, що дозволяє потрапити з однієї вулиці на іншу або з однієї будівлі в іншу. Іноді трабуль являє собою просто вузький коридор всередині будівлі або прохід між будинками, але інколи це складна архітектурна споруда зі сходами (часом складаються з декількох прольотів), критими галереями тощо.

## Етимологія
Трабуль — діалектальне ліонське слово. Походить від діалектального дієслова trabouler (перетинати), яке в свою чергу походить від вульгарної латини trabulare, від класичної латини transambulare (значення те саме).

## Історія
Час появи перших трабулей достеменно невідомий. Відомо тільки, що в IV сторіччі столиця Галлії Луґдунум, як в той час називали Ліон, як і вся Імперія, перебуває в глибокій кризі. Через те, що акведуки припиняють працювати, проживати і надалі на колишньому місці (на вершині пагорба, що пізніше назвуть Фурв'єром) стає неможливо. Жителі змушені перебиратися до підніжжя пагорба — на берег річки Сони, з якої можна брати воду. Будинки будуються обабіч двох паралельних вулиць, а для проходу з однієї вулиці на іншу і для доступу до води в домівках робляться трабулі. Однак ця гіпотеза не ґрунтується на якихось письмових джерелах, а являє собою лише спробу реконструкції подій, що відбувалися півтори тисячі років тому.
Пізніше, коли питну воду стали брати переважно з колодязів, а самі криниці робити у внутрішніх дворах будинків, трабулі стали забезпечувати доступ до криниць для жителів сусідніх будинків.
Деякі трабулі являють собою просто коридор, до якого ведуть двері з житлових приміщень. В окремих випадках існують кілька входів до трабулів — одні для знаті, інші — для черні (як, наприклад, у трабулі в будинку № 24 вулицею Сен-Жан (фр. 24, Rue St Jean).
Після початку масової забудови XIX сторіччя пагорбу Круа-Русс, де розміщувалися майстерні з виробництва шовку і жили ткачі, трабулі стали також виконувати роль найпрямішого шляху з пагорба до центру міста — тут вони являли собою не тільки коридори, але й сходи. Навіть коли 1862 року на Круа-Руссе відкрився перший в світі фунікулер, що дозволяв без зусиль діставатися на вершину пагорба, спускатися донизу все одно воліли трабулями.
За часів нацистської окупації під час Другої світової війни трабулі стали гарною підмогою для бійців Опору, дозволяючи швидко і непомітно пересуватися містом.

## Трабулі сьогодні
Трабулями знамениті передусім старі квартали Ліона (Круа-Русс, Прескіль, Старий Ліон), де існують близько п'ятисот трабулей, що зв'язують 230 вулиць. Але трабулі є також в старих кварталах міст Безансон, Вільфранш-сюр-Сон, Марсель, Нант, Сент-Етьєн, Шамбері та інших, хоча в деяких з перелічених міст вони можуть носити іншу діалектну назву.
Деякі ліонські трабулі є загальнодоступними проходами, проте інші є приватною власністю. Для того щоб зробити цю частину історичної спадщини міста доступною, між міською владою та багатьма власниками підписані угоди, згідно з якими місто бере на себе частину витрат з освітлення, прибирання і ремонту трабулей, а власники за це забезпечують безперешкодний доступ до трабулей в обумовлений час (зазвичай — з 7:00 до 19:00 або до 20:00).

## Деякі з найвідоміших ліонських трабулей
- Довга трабуль (фр. Longue traboule) — як випливає з назви, найдовша з існуючих нині трабулей. Вона перетинає чотири внутрішні двори і чотири будівлі. Вхід в трабуль — в будинку № 54 вулицею Сен-Жан (фр. 54, Rue Saint-Jean), вихід — в будинку № 27 вулицею Беф (фр. 27, Rue du Boeuf)[9].

- Трабуль Рожевої вежі (фр. Traboule de la Tour Rose) — трабуль в районі Старий Ліон — до складу трабулі входить красива вежа рожевого кольору, всередині якої знаходяться гвинтові сходи. Вхід до трабулі знаходиться в будинку № 16 вулицею Беф (фр. 16, Rue du Boeuf)[10].

- Двір ворасів (фр. Cour de Voraces) — ймовірно, найвідоміша трабуль на схилах пагорба Круа-Русс в будинку будівлі 1840 року[11]. Являє собою відкриту 6-пролітну сходову галерею, що сполучає будинок № 9 площею Кольбер (фр. 9, Place Colbert) з будинком № 14 на підйомі Сен-Себастьян (фр. 14, Montée de Saint-Sébastien) і з будинком № 29 вулицею Імбер-Коломес (фр. 29, Rue Imbert-Colomès)[12].

## Фотогалерея

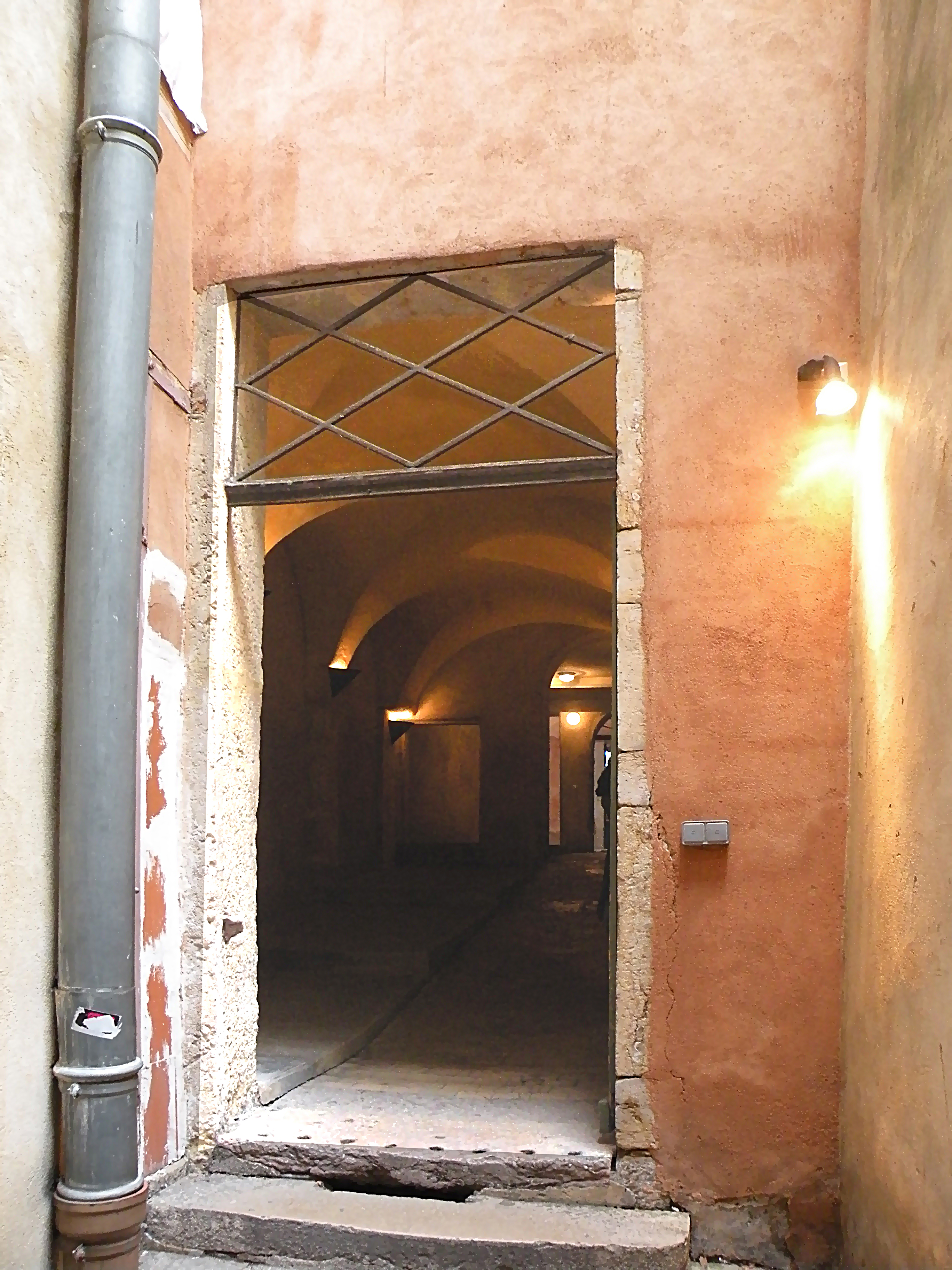
Вхід до Довгої трабулі з боку вулиці Беф
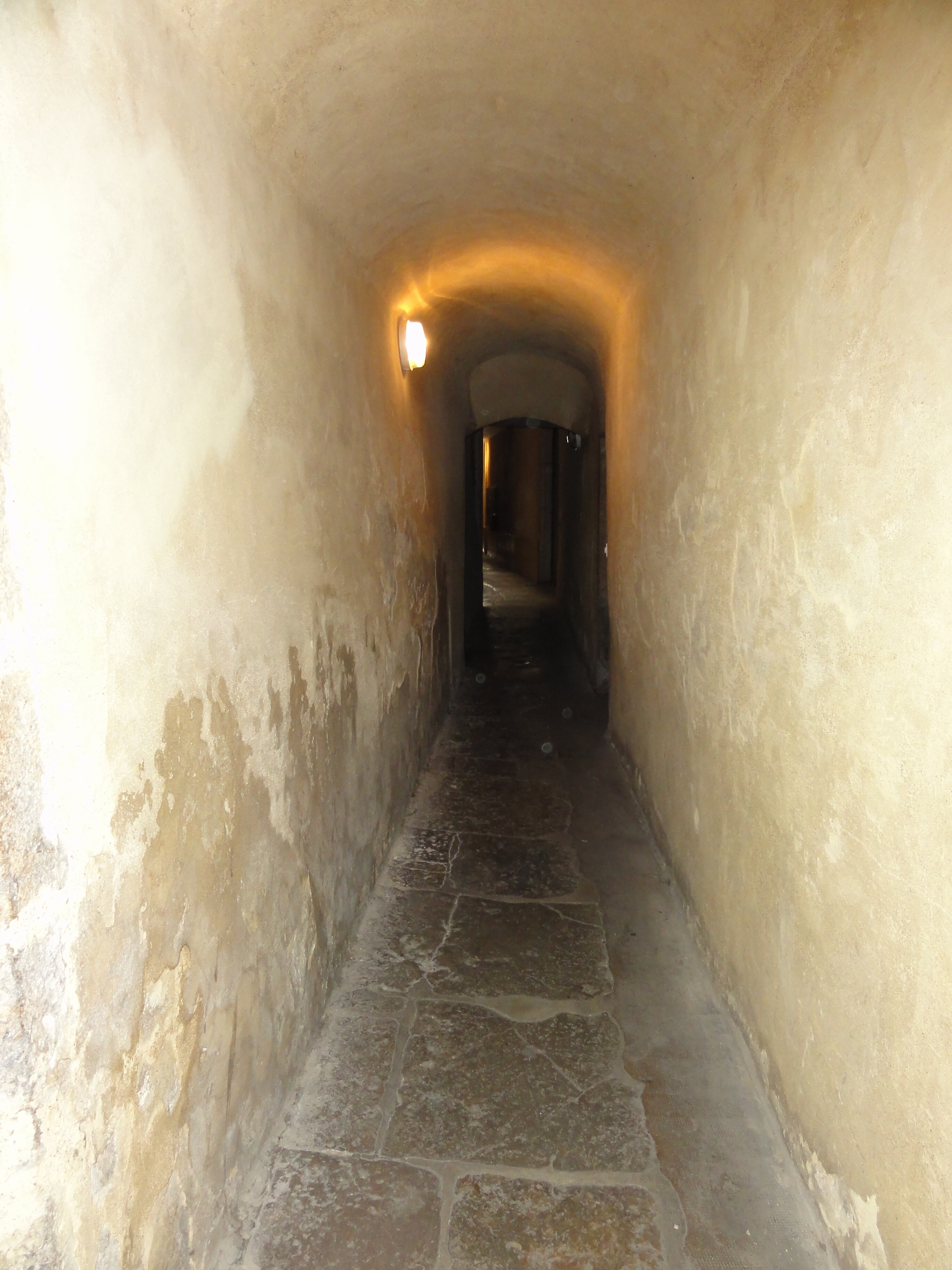
Довга трабуль
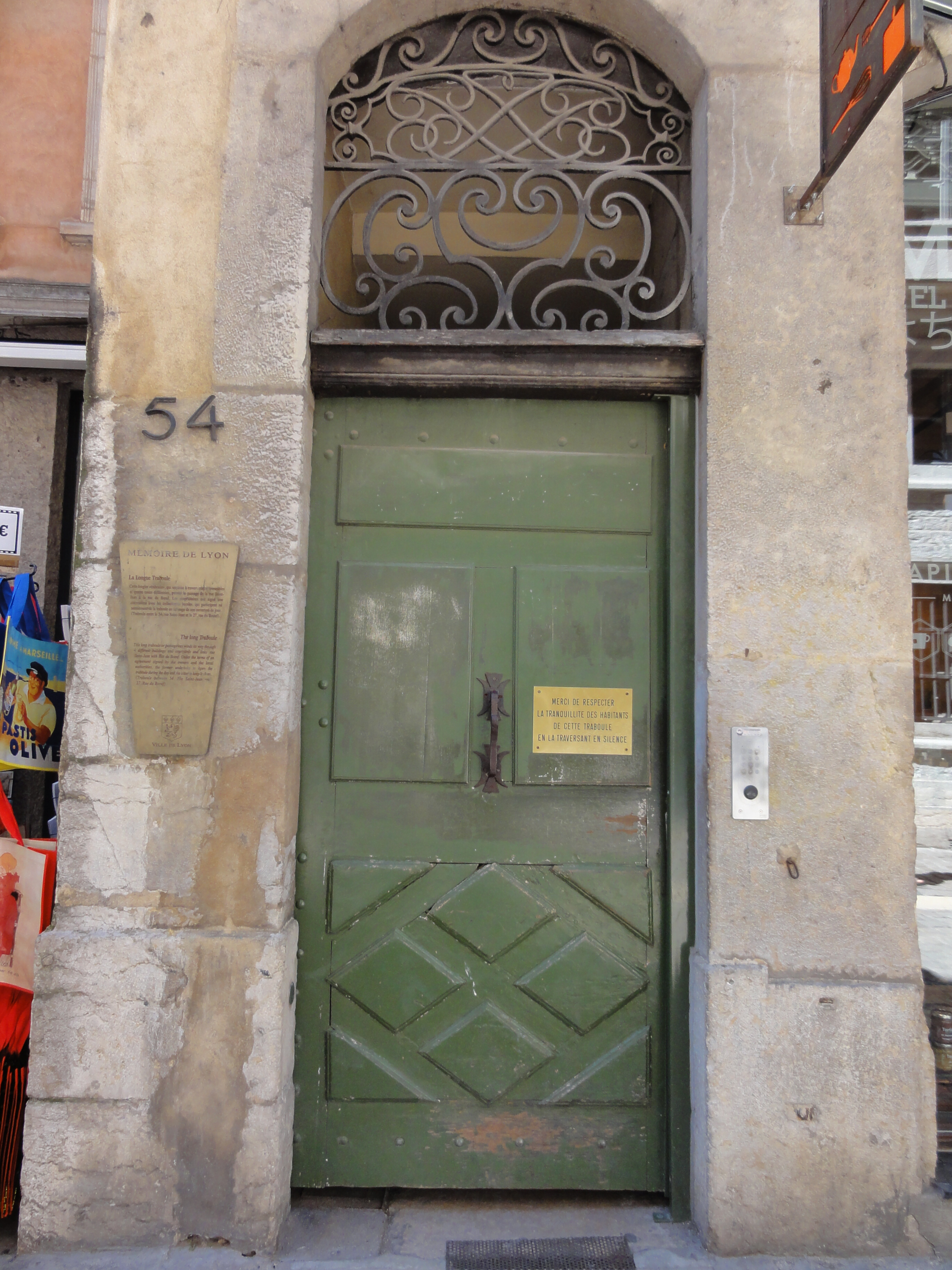
За цими дверима криється Довга трабуль
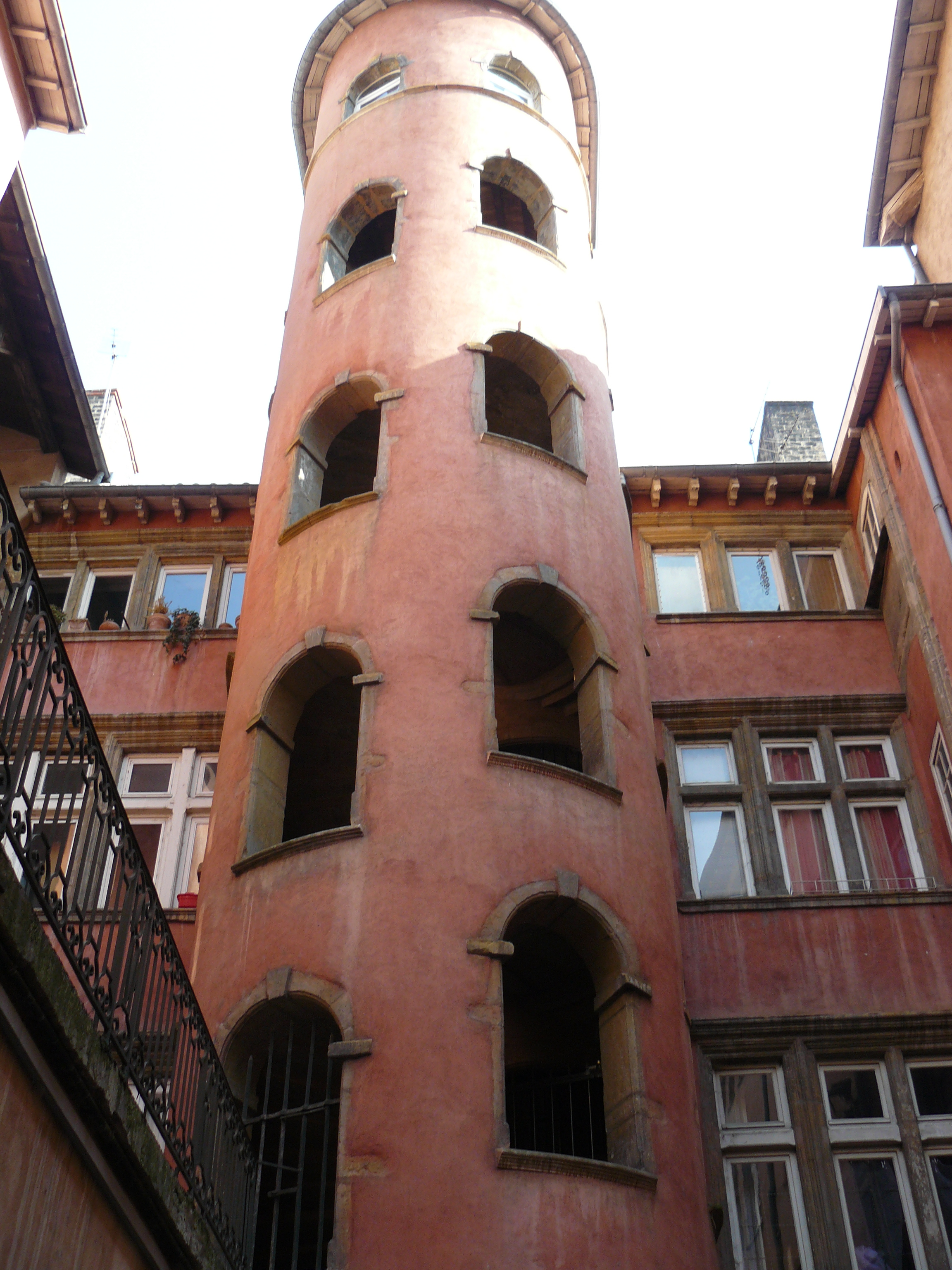
Трабуль Рожевої вежі
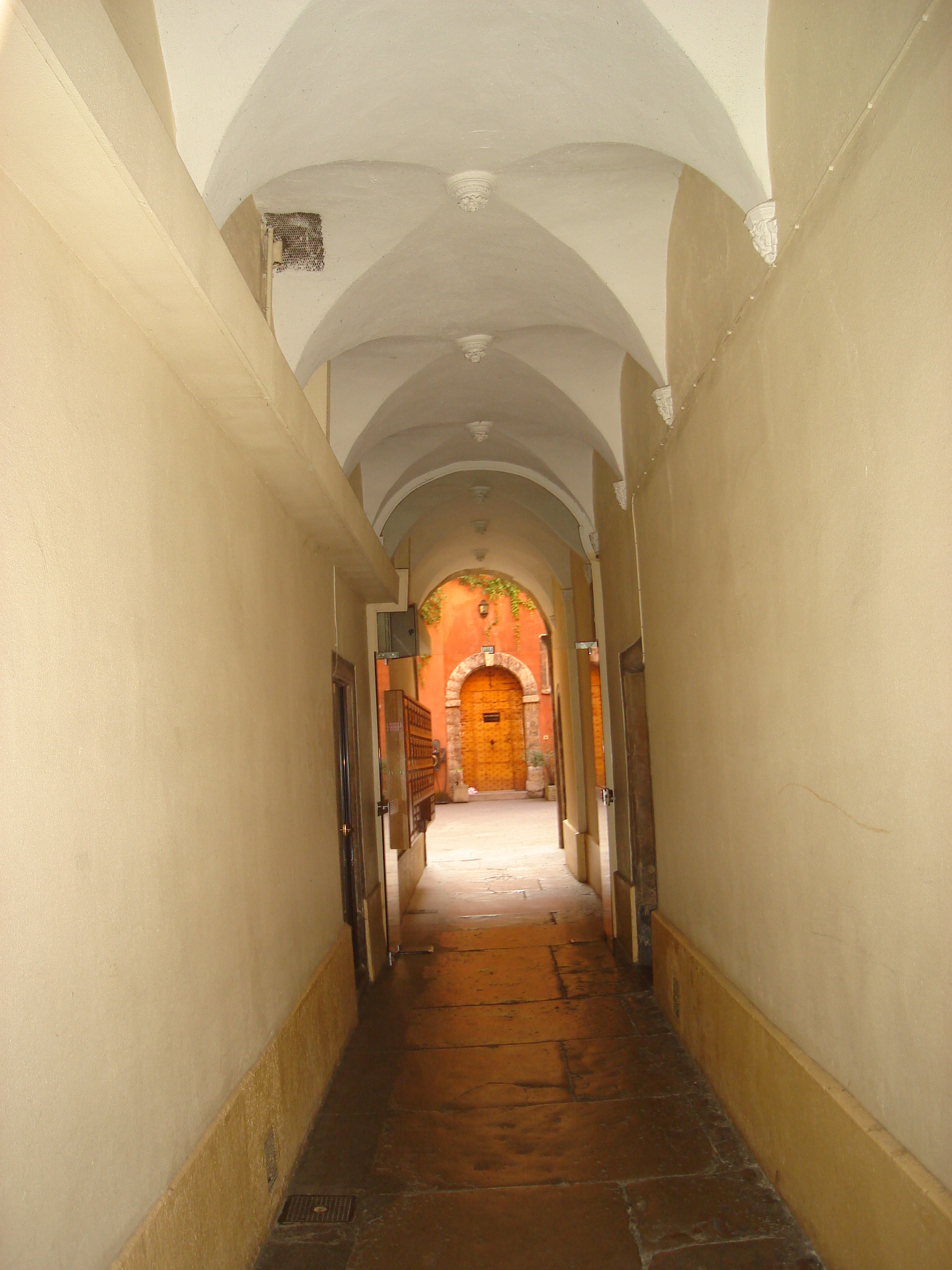
Трабуль Рожевої вежі
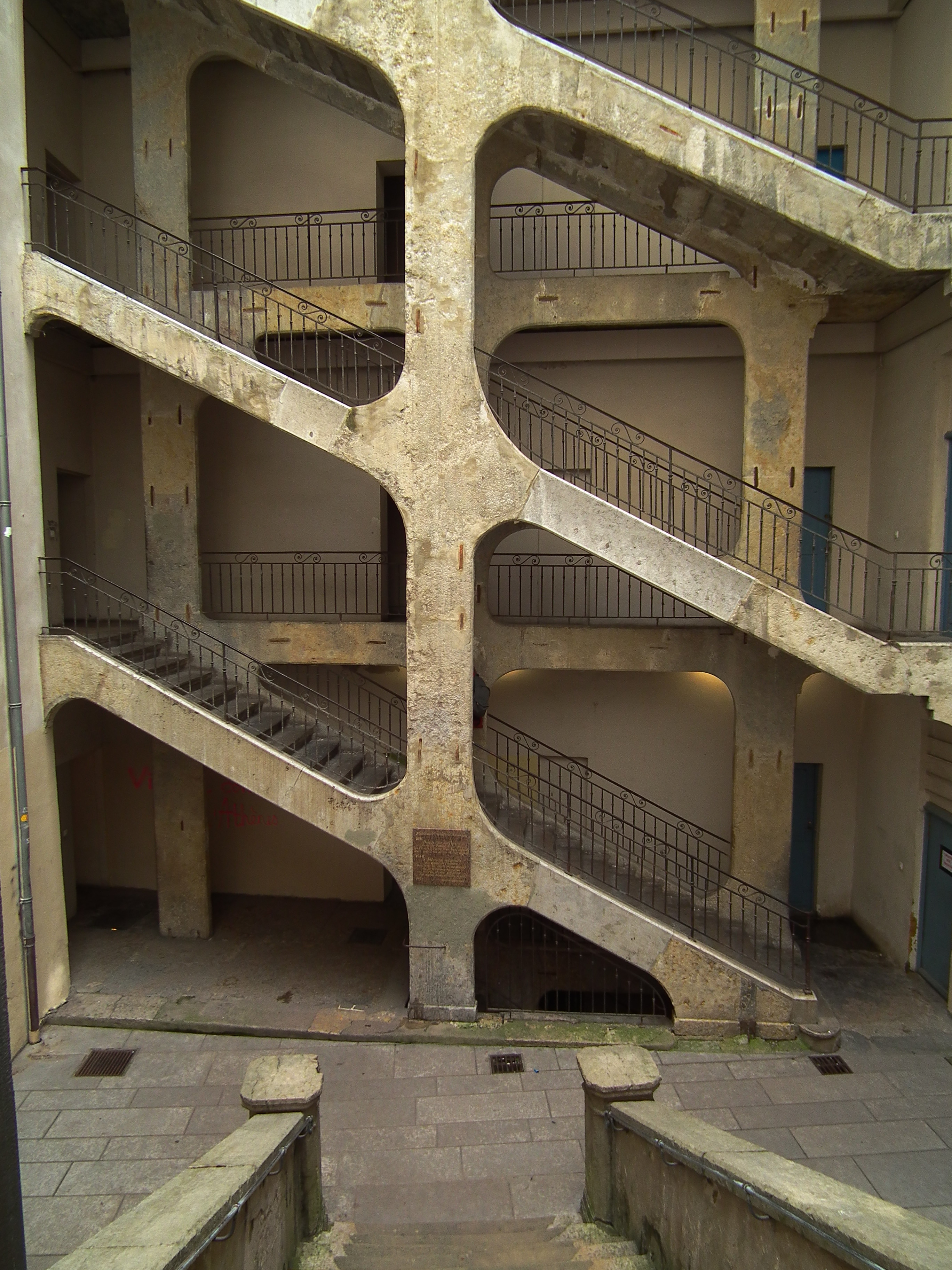
Кур-де-ворас
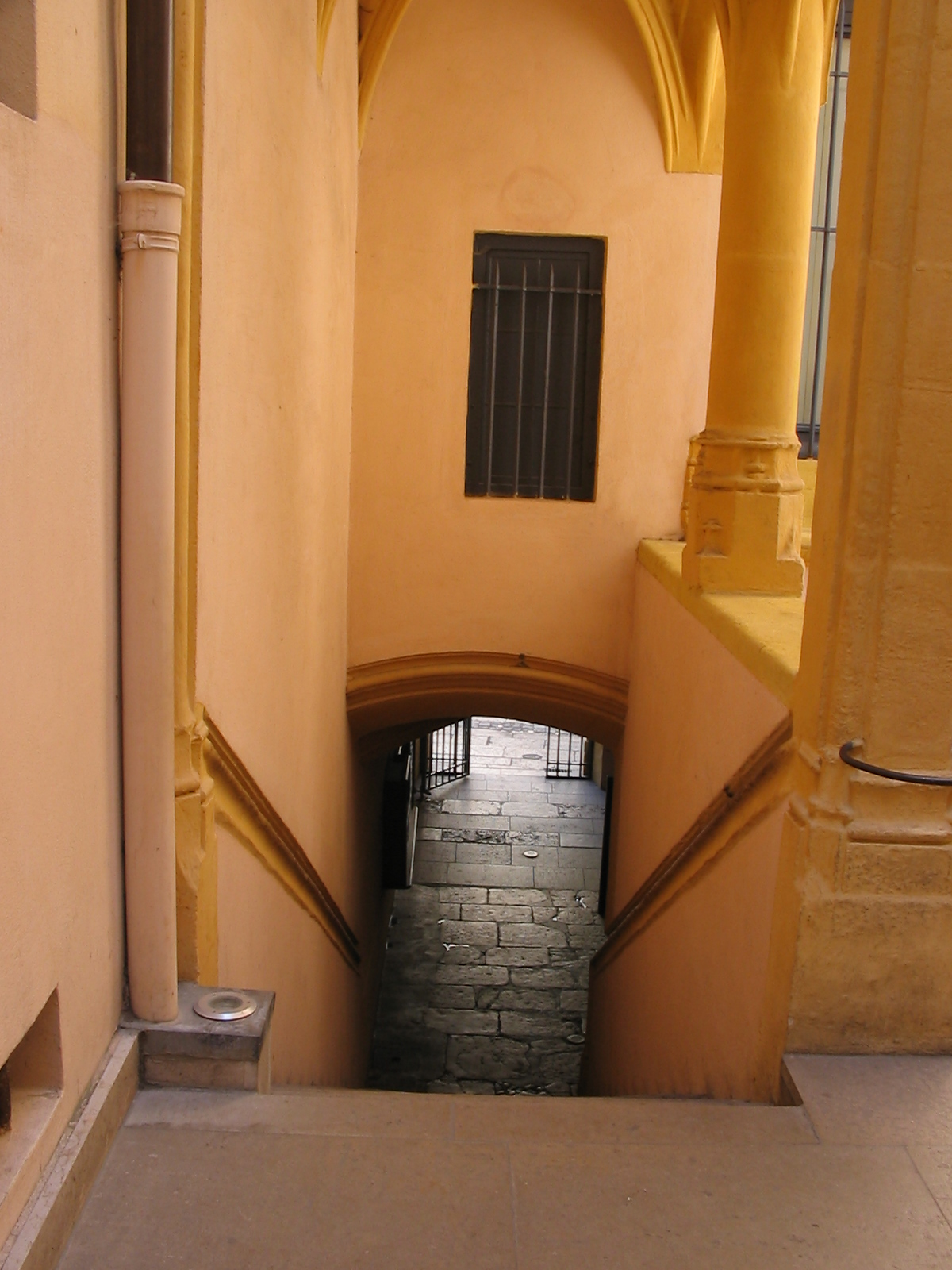
Ліонська трабуль
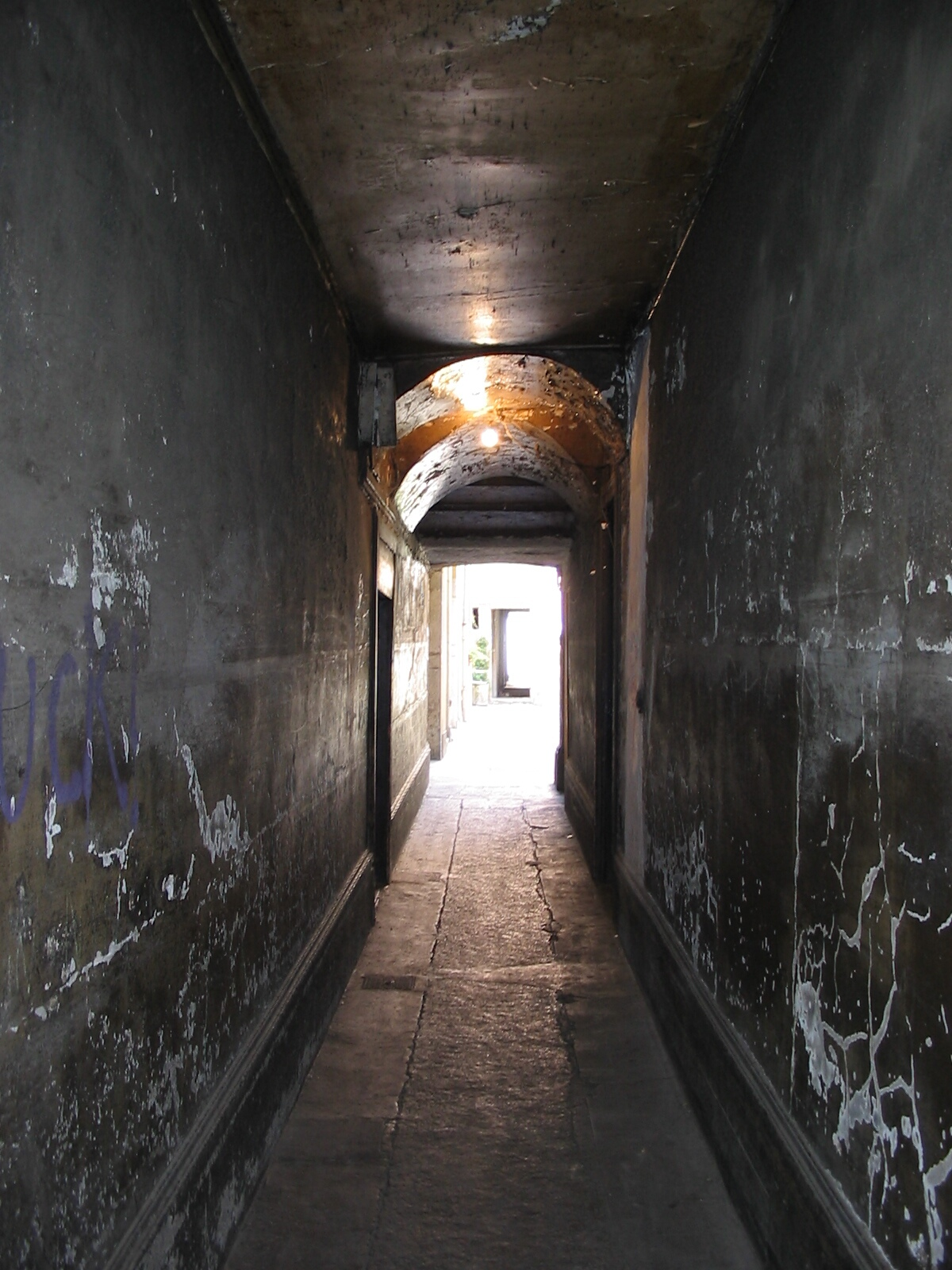
Ліонська трабуль
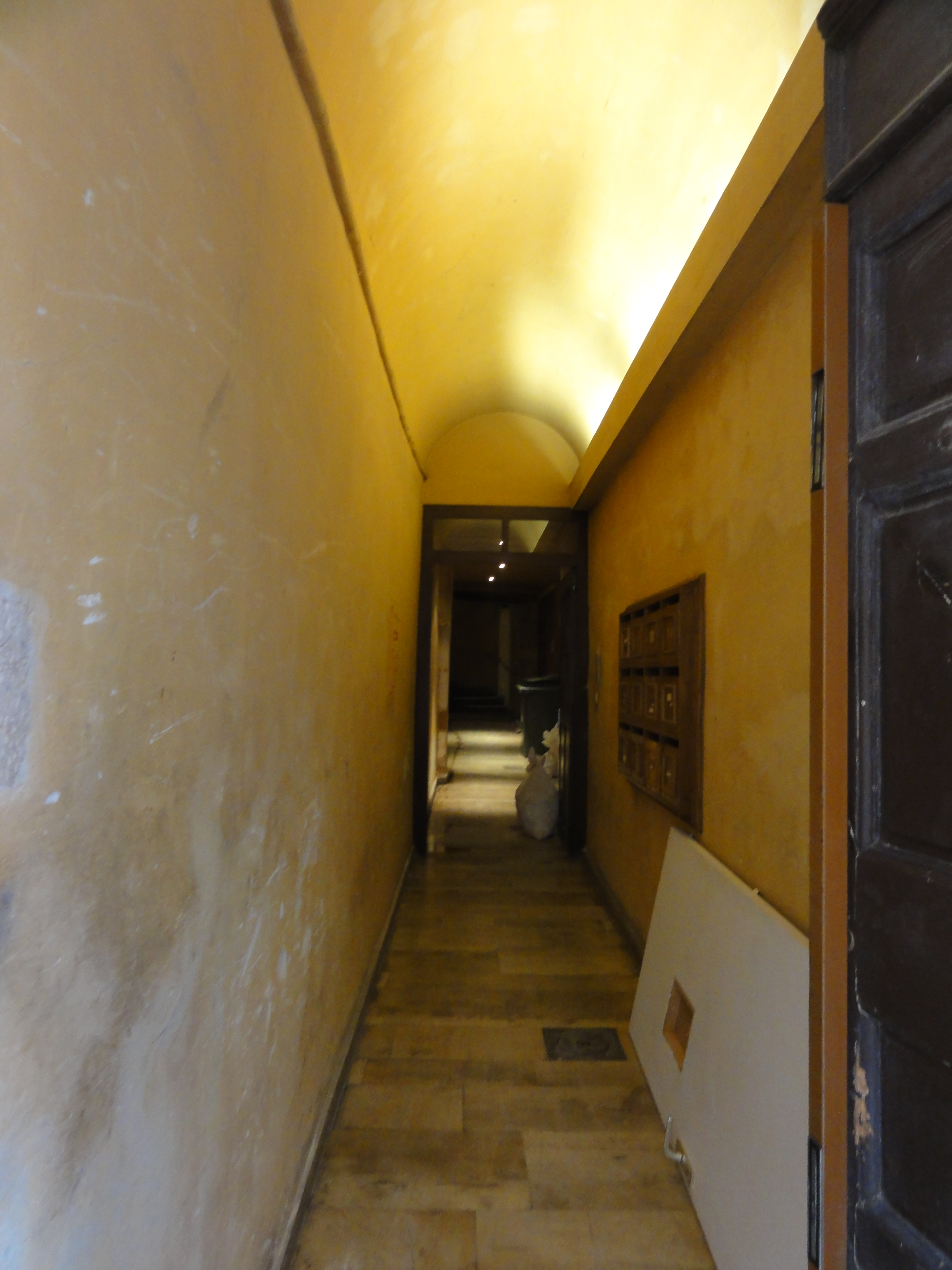
Ліонська трабуль
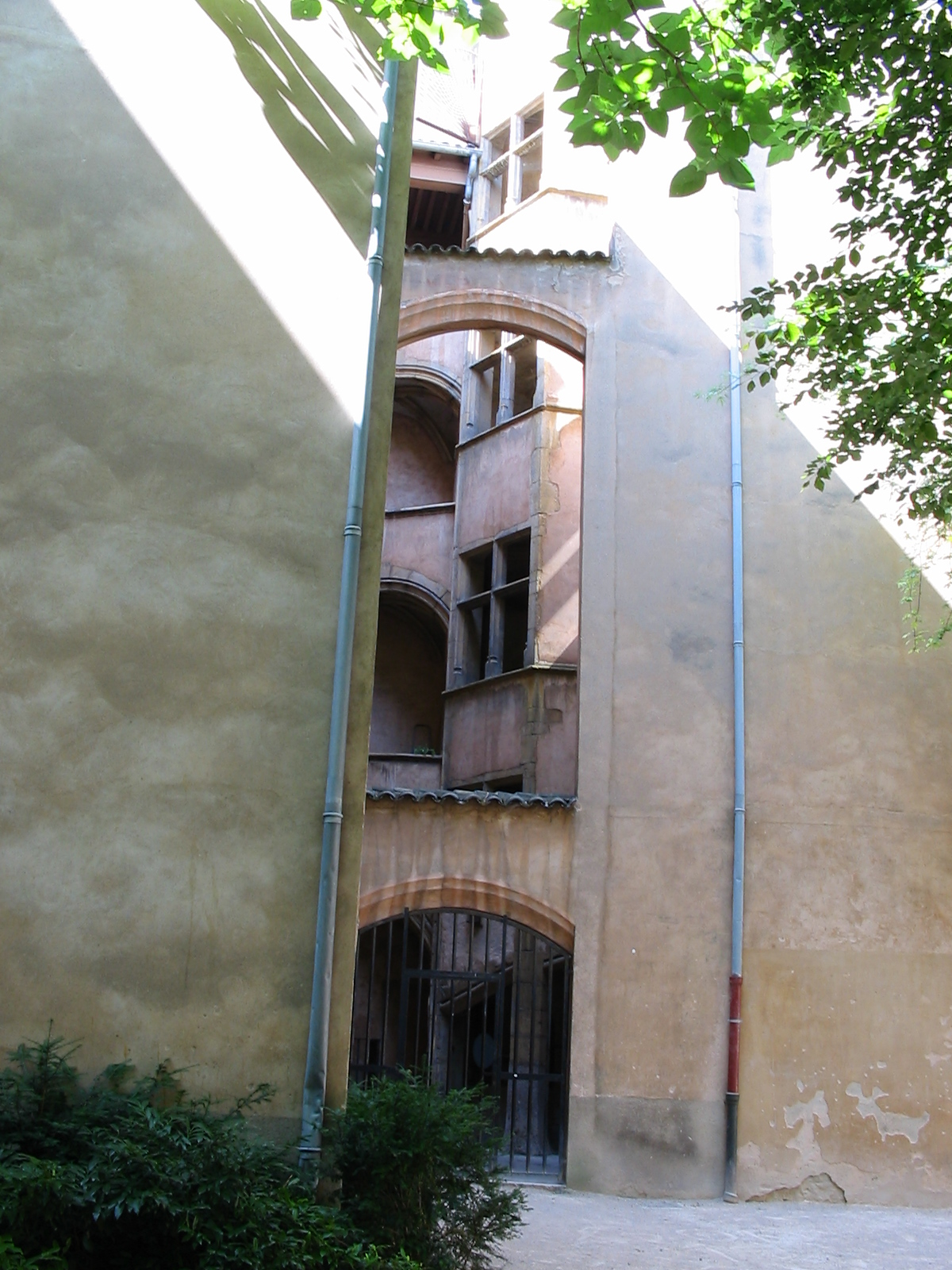
Ліонська трабуль